# Der Schüler, der Schulfuchs und der Gartenbesitzer

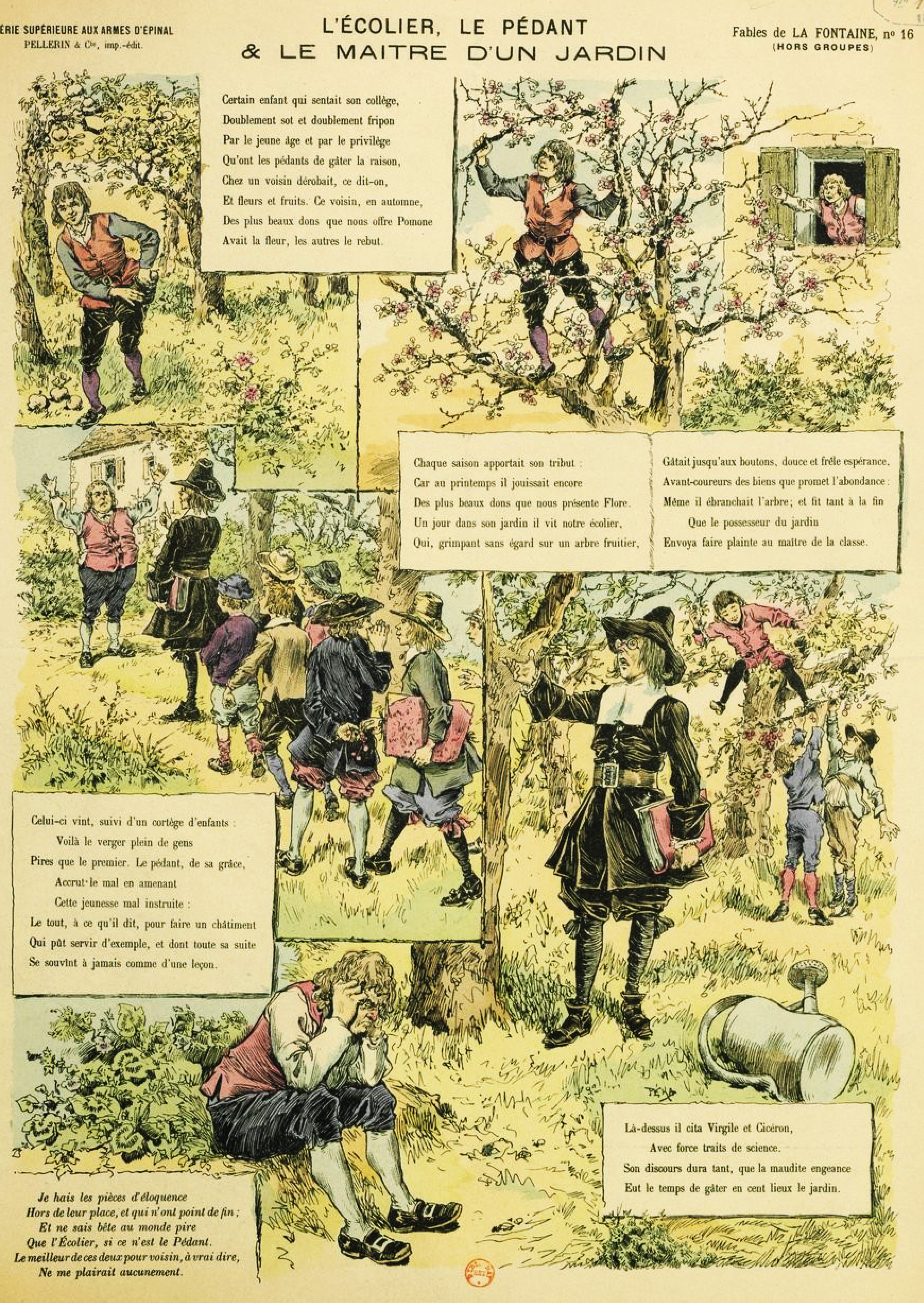
L’Écolier, le pédant et le maître d’un jardin

Der Schüler, der Schulfuchs und der Gartenbesitzer (franz. L’Écolier, le Pédant et le Maître d’un jardin) ist die fünfte Fabel im neunten Buch der Fabelsammlung von Jean de La Fontaine, erschienen 1678.
Die Fabel erzählt von einem Kind, das in einem fremden Obstgarten auf die Bäume klettert und dessen Besitzer sich deshalb bei seinem Schulmeister beschwert. Der Schulmeister bringt daraufhin seine gesamte Schulklasse zum Obstgarten, um sie zu belehren, aber während er auf seinen Schützling einredet, verwüsten die anderen Kinder den Garten vollständig (Anmerkung zum Titel: ein Schulfuchs ist ein Gelehrter, der Kleinigkeiten übertrieben wichtig nimmt).

## Analyse
Diese Fabel von La Fontaine verwendet einen besonders geradlinigen Erzählton, wobei auf den ersten Blick keine Ambivalenz zwischen dem Erzähler und seiner Botschaft sichtbar wird, und zeigt, wie auch hier die Ironie mit der Moral kollidiert. Der Dichter beginnt damit, dass er den Schüler und seinen Lehrer offen tadelt, und dass das Verhalten des Schulmeisters und dessen schlecht beurteilte Pedanterie das Gegenteil des gewünschten Effekts erzielt. Das Verhalten des Kindes ist allerdings nicht zu retten – es ist einfach ein „Bête“ (was Narr oder Tier bedeutet), das sich niemals bessern wird. Die Fabel endet mit einer pessimistischen Moral, die sich an den Besitzer des Obstgartens richtet, der implizit beschuldigt wird, versucht zu haben, das Kind zu kontrollieren und die Hilfe des Pedanten in Anspruch zu nehmen: Gegen solche Menschen kann man nichts tun, man muss sie nur ertragen. Obwohl der Dichter seine Ablehnung gegen den Pedanten und das Kind äußert, vermittelt der Ton des Gedichts einen ganz anderen Eindruck. Die Geschichte wird auf lebhafte, witzige Weise erzählt, und die gut gelaunte Erzählung verhindert, dass die Protagonisten unangenehm erscheinen, wie bedauerlich ihr Verhalten auch sein mag. Beispielsweise wird die Art und Weise, wie Lehrer den natürlichen guten Verstand eines Kindes zerstören, als „Privilegium“ beschrieben. Die Ankunft des Lehrers mit den Kindern wird als eine Prozession beschrieben, und der Pedant machte in seiner Weisheit die Sache noch schlimmer, indem er diese schlecht ausgebildeten Jugendlichen mitbrachte.